# UVインデックス

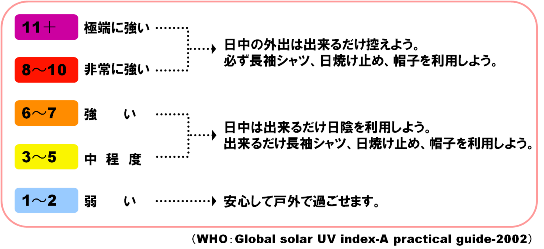
UVインデックスに応じた紫外線対策

UVインデックス（UV Index）とは、紫外線が人体に及ぼす影響の度合いをわかりやすく示すために、紫外線の強さを指標化した、世界保健機関（WHO）による指標である。2002年、世界保健機関が世界気象機関（WMO）および国連環境計画（UNEP）と共同で発表した。略称は「UVI」。

## 概要
近年、紫外線を浴びすぎると、皮膚がんや白内障などになりやすいことが明らかとなっている。 さらに「オゾン層破壊」によって地上に到達する紫外線が増加していることから、世界保健機関（WHO）ではUVインデックス（UV指数）を活用した紫外線対策の実施を推奨している。 このインデックスは、紫外線が人体に及ぼす影響の度合いをわかりやすく示すために、紫外線の強さを指標化したものである。日本では環境省から「紫外線環境保健マニュアル」が刊行され、この中でもUVインデックスに応じた紫外線対策の具体的な例が示されている。日本の気象庁は、日々の紫外線対策を効果的に行えるように、UVインデックスを用いた「紫外線情報」を提供している。UVインデックスは世界共通の指標であるため、海外でも現地のUVインデックスの情報を利用することにより、適切な紫外線対策を行うことができる。

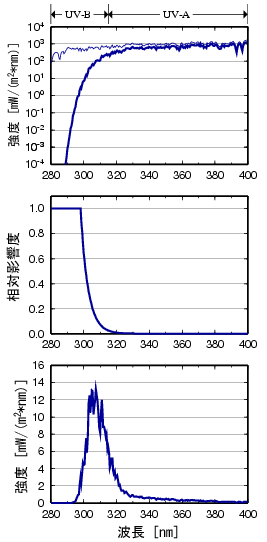
UVインデックスの概念図
【上図】波長別の紫外線強度 細線:大気外／太線:地表
【中図】CIE作用スペクトル
【下図】波長別紅斑紫外線強度

紫外線は波長により、A領域（UV-A；波長315～400nm)、B領域（UV-B；波長280～315nm）、C領域(UV-C；波長100～280nm)に分けられる。太陽から地球に到達した紫外線は、大気に入る前には、図1の上図の細線で示される強度を持っているが、大気を進む間に、成層圏オゾンによる吸収や空気分子、エーロゾルによる散乱などを受けてしだいに減衰し、地上では太線で示される強度になる。UV-Bが短い波長ほど大きく減衰するのはオゾンによる吸収のためで、さらに短い波長のUV-Cは酸素やオゾンに完全に吸収され、地上では全く観測されない。このように紫外線は波長によって強度が大きく異なるため、紫外線の強さをわかりやすく表現するには工夫が必要である。

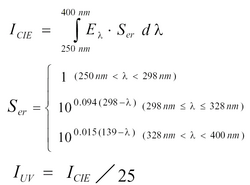
UVインデックスの定義式。Icieは紅斑紫外線量(mW/㎡）、Eλは波長別紫外線強度[mW/(㎡・nm）]、SerはCIE作用スペクトル、IuvはUVインデックスを示す。

紫外線の人体への影響度は波長により異なる。そこで、人体へ及ぼす影響を示す視点で、紫外線の強さをわかりやすく表す指標が提案された。波長毎の人体への相対影響度として、国際照明委員会（CIE：Commission Internationale de l'Eclairage）により定義されたCIE作用スペクトルがある。この相対影響度を、地上で観測される紫外線強度に波長毎にかけると、人体への影響の大きさの視点で見た波長毎の強度が求められる。人体への総合的な影響度は、この強度を250～400nmにわたって波長積分すること（グラフの囲まれた部分の面積を求めること）により得られる（地上での290nm以下の紫外線は実質的に0と見なせるため、実際には290～400nmにわたる波長積分で十分に精度よく求められる。）。ここで求められる量を「紅斑紫外線量（CIE紫外線量）」と呼ぶ。紅斑紫外線とは、皮膚に赤い日焼けを生じさせる紫外線のことである。紅斑紫外線量を、日常生活で使いやすい簡単な数値とするために、25mW/㎡で割って（紅斑紫外線量の単位がW/㎡の時には40を掛けて）指標化したものがUVインデックスである。

## 気象庁による計算方法
気象庁の紫外線情報の予測情報、解析情報は、計算機によるモデル計算をもとに作成されている。モデル計算では、オゾンによる吸収、空気分子やエーロゾルによる散乱、太陽高度、標高などの要素を考慮して、晴天時の波長毎の紫外線強度を求めており、これをもとにUVインデックスが算出されている。 
一方、観測情報は、札幌、つくば、那覇での毎時の観測結果から作成されている。観測に使用しているブリューワー分光光度計は、290～325nmの波長範囲で0.5nm毎の紫外線強度を測定している。UVインデックスの算出にあたって、観測を行っていない325～400nmの波長域の寄与分については、モデル計算の結果に基づき324nmの観測値を使って推定される（紅斑紫外線のうち325～400nmまでの波長域による寄与分（mW/㎡）は、324nmの波長別紫外線強度[mW/(㎡・nm）]に0.0722を乗じて算出される。）。これは、この波長範囲ではオゾンによる吸収をほとんど受けず、雲やエーロゾルによる散乱の影響を波長によらずほぼ一様に受けるからである。この推定部分によるUVインデックスの誤差は0.1以内であり、実用上の問題はない。 
なお、UVインデックスは、計算上は小数点以下の数値もあるが、紫外線情報の分布図ではわかりやすさのためすべて四捨五入した数値として公表されている。また、環境省の「紫外線環境保健マニュアル」や世界保健機関（WHO）で示している紫外線対策の解説では、UVインデックスのランクを1から11+とし、11以上はまとめて11+と表記される。気象庁の紫外線情報では、これらに加えて紫外線のごく弱い早朝や夕方の値を表現するために0を、また、日本ではしばしばUVインデックス12や13といった値が観測されるため、実情に合わせて13+まで表示している。数値を算出する定義は全く同じである。

## 記録

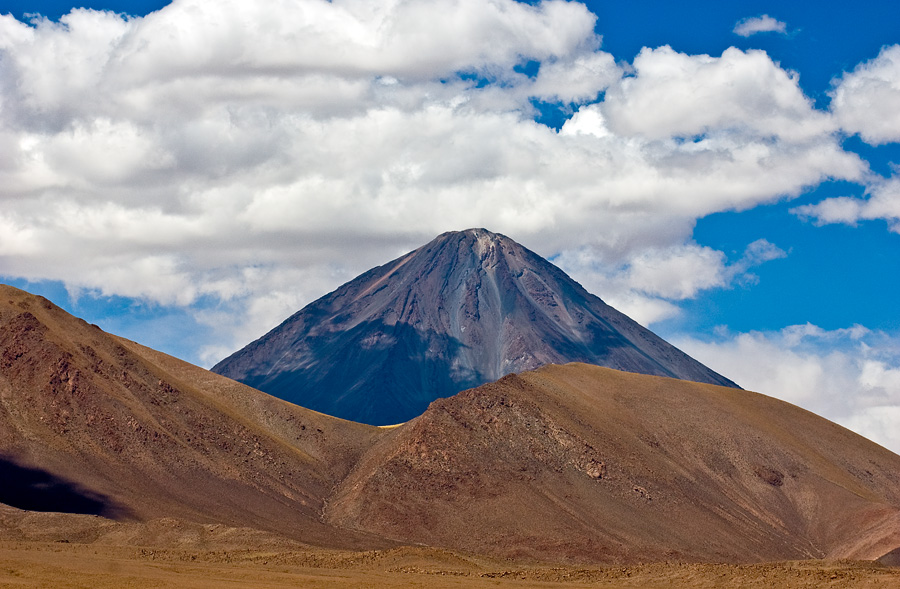
史上最高のUVインデックスを記録したリカンカブール山

- 観測最大のUVインデックス:43.3;チリ・アントファガスタ州エルロア県とボリビア・ポトシ県にまたがるリカンカブール山、2003年12月29日。これは、色白の皮膚が、わずか4分で穏やかな日焼けをする可能性があるほどの強い紫外線量である[5]。